# Moinet (Belgique)
Moinet est un hameau du village de Longvilly dans la province de Luxembourg, en Belgique en bordure immédiate de la frontière luxembourgeoise. Avec Longvilly il fait aujourd'hui administrativement partie de la commune et ville de Bastogne (Région wallonne de Belgique). Avant la fusion des communes, il faisait partie de la commune de Longvilly.

## Situation
Situé dans la partie septentrionale de la section belge du Parc naturel de la Haute-Sûre et relativement isolé sur le haut plateau ardennais le hameau se situe à l'abri d'une colline boisée. Il se trouve entre les localités de Bourcy et Longvilly à environ 13 km au nord-est de Bastogne et à 2 km à l'ouest de la frontière belgo-luxembourgeoise. Il est entouré de nombreuses zones humides très intéressantes du point de vue biologique.

## Patrimoine
- L'église Saint-Brice a été bâtie en 1902 (architecte: Jean-Hubert Cupper). Précédemment, deux autres édifices religieux avaient été construits dans le village en 1608 et 1715. L'église actuelle est construite en moellons de grès. Le clocher est désaxé par rapport à la nef. Les vitraux datent des années 1950. Ils occupent des baies en ogive avec encadrements en pierre de taille.
- Deux petites chapelles : la chapelle Philippart et la chapelle Notre-Dame-de-Lourdes[1].

## Activités
- Le village compte une école communale (enseignement maternel uniquement)[2].